# 孫爾準
孫爾準（1772年—1832年），字平叔，一字萊甫，號戒庵、戒菴，江蘇金匱（今無錫）人，清朝政治人物，進士出身。

## 生平

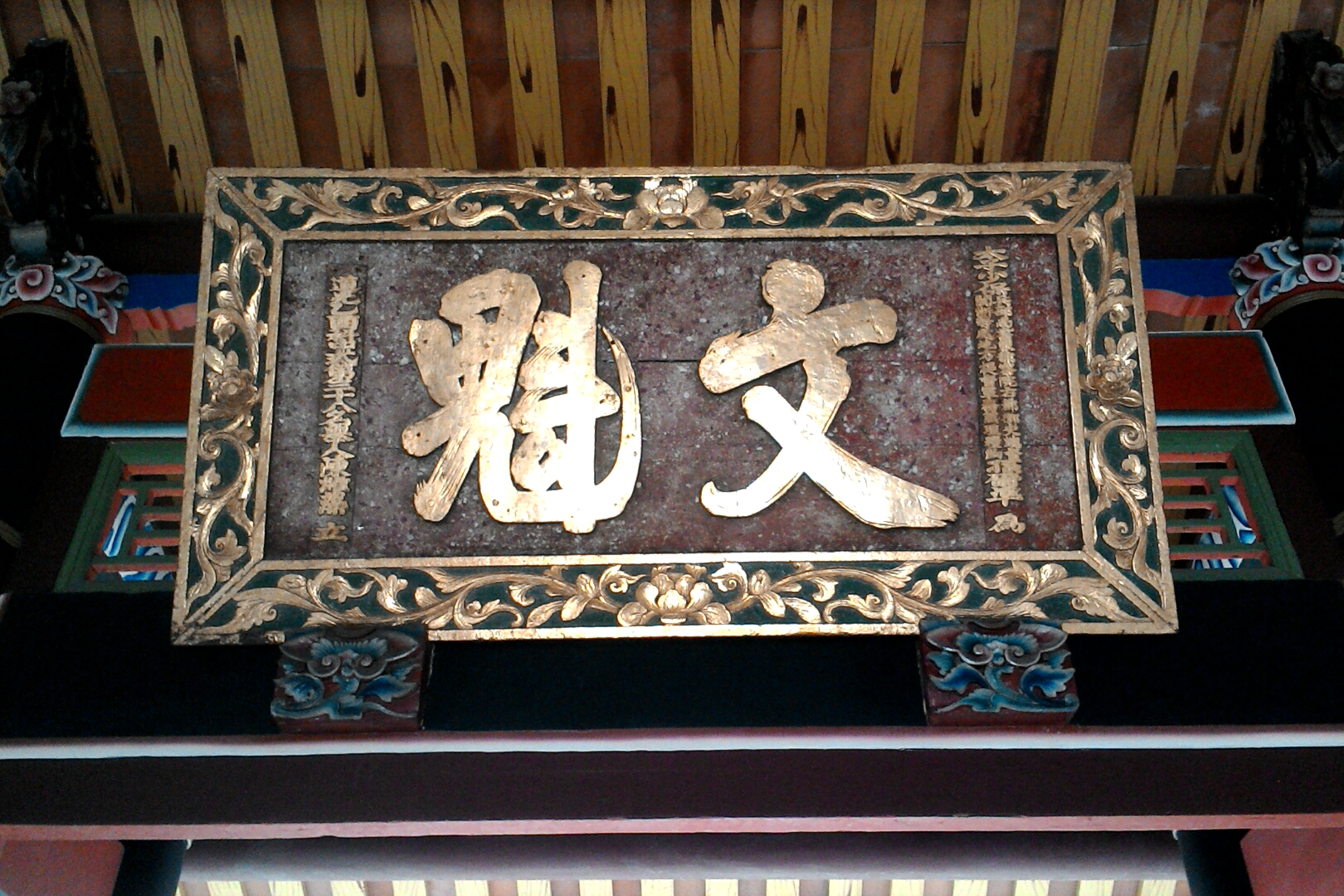
陳悅記祖宅中閩浙總督孫爾準所贈「文魁」匾，1825年。

廣西巡撫孫永清之子，乾隆六十年（1795年）鄉試中舉。嘉慶十年（1805年）登進士二甲第五名，改庶吉士，後授翰林院編修。嘉慶十九年（1814年）出任福建汀州府知府。當時寧化地區百姓斂錢集會，官員欲逮捕治叛逆罪。孫爾準詢查后發現沒有其他情況，只誅殺了首要人物，沒有株連其他。此後，他歷任鹽法道。嘉慶二十四年（1819年）任江西按察使，同年任福建布政使。道光元年，調任廣東布政使，并升任安徽巡撫。當時河南盜賊邢名章等流竄作案，孫爾準檄按察使惠顯率兵馳剿，并清除餘黨。并賑災各地，有功績。
道光三年（1823年）升任福建巡撫，并巡閱臺灣。道光五年（1825年）升任閩浙總督，平定彰化盜亂。并致力于台灣各地邊防，后加太子少保。道光九年（1829年）因失察家僕收受賄賂，降級留任。道光十一年（1831年）因病辭職。次年去世，贈太子太師，賜子孫慧惇進士，孫慧翼員外郎，諡文靖，祀福建名宦及鄉賢祠。

## 著作
著有《奉天錄》、《泰雲堂集》、《遊黃公澗記》，輯有《明詩鈔》、《福建通志》。

## 家族
孫繼皋 （七世祖）
孫仁溥（高祖）
孫廷鏞（祖）
孫永清 （父）
孫慧惇、孫慧翼（子）

## 延伸阅读
[在维基数据编辑]
 在维基文库阅读此作者作品（ 在维基共享资源阅览影像）
 《清史稿/卷380》，出自趙爾巽《清史稿》